# Croniades pieria
Genre
Espèce
Croniades pieria est une espèce néotropicale de lépidoptères de la famille des Hesperiidae, de la sous-famille des Pyrginae et de la tribu des Pyrrhopygini.
Elle est l'unique représentante du genre monotypique Croniades.

## Dénomination
L'espèce Croniades pieria a été décrite par le naturaliste britannique William Chapman Hewitson en 1857, sous le nom initial de Pyrrhopyga pieria.
Le genre Croniades a quant à lui été décrit par le naturaliste français Paul Mabille en 1903.
L'espèce porte en anglais le nom vernaculaire de fire-banded skipper.

## Liste des sous-espèces
- Croniades pieria pieria — présent au Brésil et en Guyane.
- Croniades pieria auraria Druce, 1908 — présent en Bolivie et au Pérou[1].

## Description
L'imago de Croniades pieria est un papillon au corps trapu marron clair à l'abdomen rayé d'anneaux jaunes. 
Les ailes sont soit de couleur marron clair ornées de taches et de bandes jaunes qui aux ailes postérieures occupent la majorité de la surface, soit de couleur foncée avec la même ornementation en bleu clair métallisé.
Le revers est semblable.

## Distribution
Croniades pieria est présente au Brésil, en Bolivie et en Guyane.

## Protection
L'espèce n'a pas de statut de protection particulier.[réf. nécessaire]